# Щитоногі черепахи
Щитоно́гі черепа́хи (Podocnemididae) — родина черепах з підряду Бокошиї черепахи. Має 3 роди (ще 23 роди є вимерлими) та 8 видів, раніше розглядалася як підродина Пеломедузових черепах. Лише нещодавно [коли?] її визнали окремою родиною.

## Опис
Загальна довжина представників цієї родини коливається від 20 см до 80 см. Голова велика. Шия помірного розміру. Як і всі бокошиї черепахи, вони не втягують голову, а згортають і ховають її у бік. Карапакс масивний, дещо округлий, обтічної форми. Забарвлення спинного щитка коричневе, буре, сіре з різними відтінками. Пластрон значно світліший. Панцир розширений позаду. Є шкіряні вирости на підборідді. На ногах присутні своєрідні горбики або «щитки» — звідси й походить назва цих черепах.

## Спосіб життя
Полюбляють проточні водойми. Значну частину часу проводять у річках. Утім, можуть мандрувати від однієї водойми до другої. Живляться рослинною та тваринною їжею.
Самиці відкладають у середньому до 75 (зрідка 100) яєць.

## Розповсюдження
Мешкають у Південній Америці та на о. Мадагаскар.

## Роди
- Erymnochelys
- Peltocephalus
- Podocnemis
- † Albertwoodemys
- † Bairdemys
- † Bauruemys
- † Brontochelys
- † Caninemys
- † Carbonemys
- † Cordichelys
- † Dacquemys
- † Lapparentemys
- † Latentemys
- † Lemurchelys
- † Mogharemys
- † Neochelys
- † Papoulemys
- † Peiropemys
- † Pricemys
- † Shweboemys
- † Stereogenys
- † Turkanemys
- † Cambaremys
- † Cerrejonemys
- † Kenyemys
- † Roxochelys
- † Stupendemys